# Asso spaziale e i suoi segugi
Asso spaziale e i suoi segugi (Astro and the Space Mutts) è una serie televisiva animata statunitense del 1981, creata da William Hanna e Joseph Barbera.
Segmento di Space Stars, vede protagonista il cane Asso da I pronipoti. La serie è stata trasmessa per la prima volta negli Stati Uniti su NBC dal 12 settembre 1981 all'8 gennaio 1982, per un totale di 11 episodi (66 segmenti) ripartiti su una stagione. In Italia è stata trasmessa su Italia 1 dal 28 aprile 1984.

## Trama
La serie è incentrata sulle avventure di Asso, il cane di famiglia de I pronipoti. Si allea con altri due cani di nome Cosmo e Dipper, guidati dal loro leader umano Space Ace. Insieme, il trio funge da agente di polizia galattico e viaggia nello spazio.

## Episodi
| n° | Titolo originale                         | Titolo italiano                            | Prima TV USA      | Prima TV Italia |
| -- | ---------------------------------------- | ------------------------------------------ | ----------------- | --------------- |
| 1  | The Night of the Crab                    | La notte del granchio                      | 12 settembre 1981 | 28 aprile 1984  |
| 2  | Reverso                                  | Reverso                                    | 19 settembre 1981 |                 |
| 3  | Menace of the Magnet Maniac              |                                            | 26 settembre 1981 |                 |
| 4  | The Greatest Show Off Earth              | Il più grande spettacolo fuori dalla terra | 3 ottobre 1981    |                 |
| 5  | Rock Punk                                |                                            | 10 ottobre 1981   |                 |
| 6  | Rampage of the Zodiac Man                |                                            | 17 ottobre 1981   |                 |
| 7  | Will the Real Mr. Galaxy Please Stand Up |                                            | 24 ottobre 1981   |                 |
| 8  | Galactic Vac is Back                     |                                            | 31 ottobre 1981   |                 |
| 9  | The Education of Puglor                  |                                            | 7 novembre 1981   |                 |
| 10 | Jewlie Newstar                           |                                            | 14 novembre 1981  |                 |
| 11 | Wonder Dog                               |                                            | 21 novembre 1981  |                 |